# Kardorff (Adelsgeschlecht)

Wappen derer von Kardorff

Kardorff ist der Name eines alten norddeutschen Adelsgeschlechts. Die Herren von Kardorff gehören zum mecklenburgischen Uradel. Zweige der Familie bestehen bis heute.

## Geschichte

### Herkunft
Erstmals urkundlich erwähnt wird das Geschlecht im Jahre 1201 mit Radolfus de Kercthorp. Mit der Urkunde bestätigt Hartwig II. von Utlede als Erzbischof von Bremen, den Verkauf der Ortschaft Kührstorf an das St.-Johannis-Kloster in Lübeck. Radolfus wird darin als Laie genannt. Die Stammreihe beginnt mit dem Ritter Fredericus de Kerkdorp, der 1275 bis 1306 in Urkunden erscheint. Die Familie gehörte vermutlich zum alteingesessenen Adel. In der Kirche zum Heiligen Kreuz in Rostock befindet sich eine Grabplatte von Trude Kerkdorp. Sie zeigt bereits das Wappen der Familie, die drei Kammräder. Die in Latein verfasste Inschrift in gotischen Majuskeln lautet: „Im Jahre des Herren 1350, am Tag des Laurentius (10. August), starb die Nonne Trude Kerkdorp“.
Die Schreibweise des Namens variiert in älteren Urkunden von Kercthorp, Kerkdorp, Kerichdorpe, Kergdorpe und Kerchdorp, 1448 auch Karkthorp. Erst Ende des 16. Jahrhunderts wird Kardorff gebräuchlich.

### Linien und Besitzungen
Der Grundbesitz konnte im Laufe der Zeit erheblich vergrößert werden, ging aber infolge des Dreißigjährigen Krieges zum Teil wieder verloren.
Das Geschlecht teilte sich zunächst in die beiden Hauptlinien zu Grantzow (heute Granzow, Ortsteil von Altkalen) und Wöpkendorf (heute Ortsteil von Dettmannsdorf). Die grantzowsche Linie erlosch 1736 mit dem Tod von Moritz Heinrich von Kardorff, Herr auf Grantzow und Remlin (heute Ortsteil von Schwasdorf). Schon vorher hatte er seine Güter den verwandten Kardorff aus dem Haus Wöpkendorf überlassen.
Nach dem Erwerb der Besitzungen teilte sich die wöpkendorfer Linie in die Äste Grantzow und Pannekow. Der Ast Grantzow begründete die Zweige zu Grantzow und Remlin und der Ast Pannekow die Zweige zu Steinhorst und Böhlendorf. Christoph Friedrich von Kardorff auf Wöpkendorf, Sohn des königlich dänischen Oberstleutnant Hermann von Kardorff († 1677) aus seiner zweiten Ehe mit Margaretha von Koss, war kaiserlicher Hauptmann. Er war verheiratet mit Maria Elisabeth von der Lühe und starb 1730. Später traten Mitglieder der Familie häufig in mecklenburgische, aber auch dänische Militär- und Staatsdienste.
Neben Remelin gehörten in Mecklenburg auch die Güter Grantzow und Böhlendorf zum Familienbesitz. Herr auf Böhlendorf war Friedrich Ernst von Kardorff, ältester Sohn des königlich dänischen Generalleutnants August Nicolaus Carl von Kardorff. Er wurde königlich dänischer Major und Kammerherr. Aus dem steinhorster Zweig kam der großherzoglich mecklenburg-strelitzer Kammerherr und Regierungsrat Friedrich Carl Ludwig von Kardorff.
Im Einschreibebuch des Klosters Dobbertin befinden sich neun Eintragungen von Töchtern der Familien von Kardorff aus Grantzow, Remlin und Böhlendorf aus den Jahren 1719–1915 zur Aufnahme in das dortige adelige Damenstift.
Ein bedeutender Vertreter aus neuerer Zeit war Wilhelm von Kardorff (* 1828; † 1907). Als konservativer Anhänger von Bismarcks Politik gehörte er zu den Mitbegründern der Freikonservativen Partei. 1876 gründete er den Centralverband deutscher Industrieller, einen der einflussreichsten Unternehmerverbände dieser Zeit. Sein Sohn Siegfried von Kardorff (* 1873; † 1945) wurde Landrat und Vizepräsident im Präsidium des Deutschen Reichstages.
Letzter Grundbesitzer auf Böhlendorf, vormals ein Familienfideikommiss und dann Allodialgut, 1067 ha, war bis 1945 Wilhelm von Kardorff mit seiner Frau Mary von Bülow, beide starben in letzten Kriegsstunden.

## Wappen
Das Wappen zeigt in Silber drei (2:1) rote Kammräder oder Richträder. Auf dem Helm mit rot-silbernen Helmdecken ein halbes rotes Kammrad (Richtrad) mit halber Nabe und drei Speichen, das mit sieben natürlichen Pfauenfedern besteckt ist.

## Namensträger (chronologisch)
- Hermann von Kardorff († 1677), dänischer Offizier und deutscher Hofbeamter
- August Nicolaus Carl von Kardorff (1756–1820), dänischer Generalleutnant
- Friedrich Ernst von Kardorff (1791–1867), dänischer Major, Gutsbesitzer in Mecklenburg
- Wilhelm Carl von Kardorff (1792–1827), Amtmann in Cismar
- Carl Emil von Kardorff (1795–1864), dänischer Landdrost im Herzogtum Sachsen-Lauenburg
- Friedrich Carl Ludwig von Kardorff (1812–1870), mecklenburgischer Verwaltungsjurist
- Friedrich Franz Elias von Kardorff (1816–?), mecklenburgischer Gutsbesitzer und Verfasser von Mecklenburgika
- Wilhelm von Kardorff (1828–1907), preußischer Politiker und Unternehmer
- Siegfried von Kardorff (1873–1945), deutscher Politiker und Jurist
- Konrad von Kardorff (1877–1945), deutscher Maler des Impressionismus und Radierer
- Katharina von Kardorff-Oheimb (1879–1962), deutsche Politikerin (DVP), Unternehmerin und Salondame
- Radolf von Kardorff (1881–1967) war ein deutscher Diplomat.
- Ursula von Kardorff (1911–1988), deutsche Journalistin und Schriftstellerin
- Uta von Kardorff (1921–2009), deutsche Journalistin und Schriftstellerin
- Ernst von Kardorff (* 1950), deutscher Rehabilitationswissenschaftler